# Helena Králová
Helena Králová (11. ledna 1925 – 12. srpna 2010) byla slovenská a československá politička Komunistické strany Slovenska, poslankyně Sněmovny lidu Federálního shromáždění v období normalizace.

## Biografie
V roce 1971 byla v deníku Rudé právo profesně uvedena jako zástupce ředitele základní devítileté školy. Ve volbách roku 1971 zasedla do Sněmovny lidu Federálního shromáždění za nitranský volební obvod č. 151. Ve Federálním shromáždění setrvala do konce svého funkčního období v roce 1976.